# Cespedesia
Cespedesia es un género de plantas fanerógamas que pertenecen a la familia Ochnaceae.  Comprende 9 especies descritas y de estas, solo 2 aceptadas.

## Taxonomía
El género fue descrito por Justin Goudot y publicado en Annales des Sciences Naturelles; Botanique, sér. 3 2: 368–370. 1844.  La especie tipo es: Cespedesia bonplandii Goudot. 

## Especies aceptadas
A continuación se brinda un listado de las especies del género Cespedesia  aceptadas hasta mayo de 2014, ordenadas alfabéticamente. Para cada una se indica el nombre binomial seguido del autor, abreviado según las convenciones y usos: 
- Cespedesia macrophylla Seem.
- Cespedesia spathulata (Ruiz & Pav.) Planch. - lengua de vaca, laupe del Perú[4]